# Józef Rajmund Medes Ferris
Józef Medes Ferrís (ur. 13 stycznia 1885 w Walencji, zm. 12 listopada 1936) – hiszpański męczennik, błogosławiony Kościoła katolickiego.

## Życiorys
Urodził się w bardzo religijnej rodzinie. 29 stycznia 1913 roku ożenił się z Esteve Martinez. Współpracował z Katolickim Syndykatem Rolniczym, a także został członkiem Akcji Katolickiej. Po wybuchu wojny domowej został aresztowany i zabrany do klasztoru. 12 listopada 1936 roku został zamęczony.
Beatyfikował go papież Jan Paweł II 11 marca 2001 roku w grupie 233 męczenników.